# Karel Lewit
Karel Lewit (25. dubna 1916, Lublaň – 2. října 2014, Dobřichovice) byl neurolog, zakladatel moderní funkční diagnostiky a léčby vertebrogenních onemocnění a manuální a reflexní terapie v bývalém Československu.

## Životopis (do roku 1939)
Otec Karla Lewita - MUDr. Egon Lewit pracoval v Lublani ve vojenské nemocnici na infekčním oddělení. Od konce 1. světové války získal místo v Praze a tak se sem rodina přestěhovala. Karel Lewit tak od mala vyrůstal v ryze českém prostředí. V roce 1934 absolvoval německé gymnázium ve Štěpánské ulici v Praze a následně se zapsal ke studiu na lékařské fakultě. Jeho židovský původ a poměry v tehdejším pomnichovském Československu v roce 1939 jej přinutily přerušit studium na medicíně . Prahu opustil 13. března 1939 kdy odjel do Paříže, kde mohl i jako lékař s nedokončeným studiem pracovat v nemocnici Bichat (chirurgické oddělení, prof. Mondor ).

## Druhá světová válka (1939 až 1945)
Ihned po vypuknutí války se přihlásil do zahraničního odboje. V říjnu 1939 nastoupil v Agde do 1. pěšího pluku jako zdravotník. V této funkci se účastnil ústupových "bojů" na Seině a Loiře. V červnu 1939 byl převelen do Anglie.  V Anglii působil až do roku 1944. V září 1944 byl převelen do Normandie jako příslušník Československé obrněné brigády.  Od října 1944 až do konce války byl přítomen obléhání Dunkerku, kde bojoval v průzkumné četě. V Británii se seznámil se svou budoucí manželkou Iris. Za svou odbojovou činnost později získal prestižní vojenské vyznamenání "Zlatý kříž ČSR". 

## Po druhé světové válce (1946 až 1948)
Po skončení války byl Karel Lewit v červenci 1945 demobilizován a vrátil se do Československa. Studium na lékařské fakultě v Praze dokončil doktorátem v červenci 1946. Prakticky od roku 1946 se pak začal věnovat neurologii. Nastoupil na neurologickou kliniku významného neurologa profesora akademika Kamila Hennera.  Za vedení asistenta Černého se Karel Lewit zaměřil na do té doby podceňovanou problematiku onemocnění páteře a plotének. Za vydatné pomoci profesora Jana Jirouta se zajímal o vyšetřovací techniky s využitím RTG záření (neuroradiologii). Tyto dva směry měly rozhodující vliv na jeho další profesní vývoj. 

## Po roce 1948
Již od roku 1948 jej začaly zajímat tzv. manuální terapeutické techniky (manipulační a mobilizační léčba, experimenty s tzv. manuální trakcí). Tyto techniky byly do té doby doménou vesměs nelékařských profesí (chiropraktici, osteopati, lidoví léčitelé). Od roku 1951 začal s manipulační léčbou pod vlivem chiropraktických technik. Když poznal význam těchto technik v rámci rehabilitace, rozhodl se pro jejich vyučování. Svou činnost rozvíjel a zároveň od roku 1960 vyučoval na Neurologické klinice na Praze 10 (na bázi doškolovacího ústavu) pod vedením profesora Macka. V roce 1954 společně s docentem Karlem Obrdou založil Rehabilitační společnost, později nazývanou Sekce pro Manuální medicínu, nyní Myoskeletální společnost. V roce 1956 dosáhl vědecké hodnosti kandidáta věd.
Od té doby Karel Lewit soustavně vyučoval a na základě svých zkušeností obohacoval techniky diagnostiky a léčby poruch pohybové soustavy (zpočátku manipulační techniky, posléze manuální medicínu a nakonec myoskeletální medicínu). Svůj původně "chiropraktický přístup" k poruchám pohybové soustavy postupně měnil přes osteopatický až po neuromuskulární techniku a techniku měkkých tkání. 

## Pražská škola
Karel Lewit postupem času dokázal zanalyzovat a prakticky prověřit metody "ne-lékařů" a vybudovat na jejich základech nový obor lékařské vědy ukotvený na jasných vědeckých základech. Spolu s prof. Vladimírem Jandou, doc. Františkem Vélem a prof. Janem Jiroutem založili tzv. "Pražskou školu". Unikátní metodologii léčby (manipulační terapii) začal Karel Lewit propagovat především přednáškami a školeními lékařů, mimo ČSR také v Německu, Francii, Anglii, Americe, Austrálii, Bulharsku, Polsku a posléze i v Rusku.  Sepsal také první uznávanou učebnici manipulační terapie. Ta se stala mezinárodní učebnicí a od té doby vyšla v mnoha vydáních a jazycích, mimo jiné v němčině (7 vydání), angličtině (3 vydání), španělštině (2001), japonštině.
"Víte, dnes jsme v zajetí zobrazovacích metod. Ale jemná, vycvičená ruka je nenahraditelná... A to je požehnání i prokletí - ty zobrazovací metody jsou prostě líp honorované. A taky operace... Ukážete doktorům na bolavé místo a už si brousej skalpely." 
K. Lewit

## Po roce 1968
V roce 1968 byl navržen lékařskou fakultou hygieny na profesuru. Kvůli jeho politickým postojům k událostem v srpnu 1968 mu byl ale tento titul "pozdržen", takže profesorem byl jmenován až po "sametové revoluci" v roce 1990. Po srpnových událostech v roce 1968 byl Karel Lewit donucen opustit svoji práci na neurologické klinice v Praze na Vinohradech. Našel přechodné útočiště ve Výzkumném ústavu chorob revmatických, kde v roce 1974 za velmi obtížných podmínek uskutečnil Pražský kongres FIMM. V roce 1976 se rozhodl odejít jako penzista do ústraní. V Ústředním ústavu železničního zdravotnictví pak pracoval do roku 1992. 

## Po roce 1994
V roce 1994 se Karel Lewit vrátil na neurologickou kliniku v Praze na Vinohradech. Od roku 1996 do roku 2012 pracoval na rehabilitační klinice Univerzity Karlovy v Praze v Motole, od roku 2008 v Centru komplexní péče (CKP) Dobřichovice. Působil i v Rehabilitačním ústavu Malvazinky a Centru fyzioterapie s.r.o v Praze na Zličíně.
V roce 2006 profesor Karel Lewit obdržel čestný titul (honoris causa) na lékařské univerzitě v Lodži (Polsko).
V létě 2012 definitivně ukončil svou ordinaci "neurologie a myoskeletální medicíny" v CKP Dobřichovice a odešel do důchodu. Naposledy vydechl ve věku 98 let, 2. října 2014 v klidu svého domova.
"V každém jazyce, když někdo něčemu rozuměl, tak to pochopil. A když něco umí, tak to má vymakaný. Člověk se přirozeně v tom, co vidí, může mýlit, ale tomu, co si vomaká, rozumí. Ale dnešní věda říká pravý opak"
Z rozhovoru s prof. Karlem Lewitem, Dobřichovice, 

## Nejznámější publikace[8]
Prof. Karel Lewit publikoval až do pozdního stáří. Je autorem celkem asi 200 publikací. Jeho nejznámější knihou je souhrnné pojednání nazvané Manipulační léčba v myoskeletální medicíně, které vyšlo v roce 2003 již v pátém zcela přepracovaném vydání. (U nás ji vydalo nakladatelství Sdělovací technika s.r.o.)
- Lewit, K.: Manipulační léčba v myoskeletální medicíně, kterou napsal jako učebnici a zároveň byla také jeho doktorskou prací. Vydání např. v němčině (7 vydání), v angličtině (3 vydání), polštině, nizozemštině, švédštině, bulharštině, ruštině, italštině, japonštině, španělštině (2001).
- Lewit, K.: Prevence vertobrogenních poruch „diskopatie“ z hlediska manipulační léčby se zřetelem na dětský věk. Praha SZdN 1962
- Lewit, K.: Funkční dysmenorea a poruchy krajiny křížové. Prakt. Lék. 46, 1966, s. 822-826
- Lewit,K.: Manualterapie und Rehabilitation des Bewegungsapparates. In: Manuelle Medizin heute, s. 129-133. Berlin, Heidelberg, New York, Tokyo, Springer 1985
- Lewit, K.: Treatment of myofascial pain and other function disorders. In: Veroy, M, Merskey, H. Progress in Fibromyalgia and Myofasicial Pain, s. 375-392, Pain Research and Clinical Management Vol. 6, Elsevier, Amsterdam, London, New York, Tokyo, 1193

## Konference k nedožitým stým narozeninám

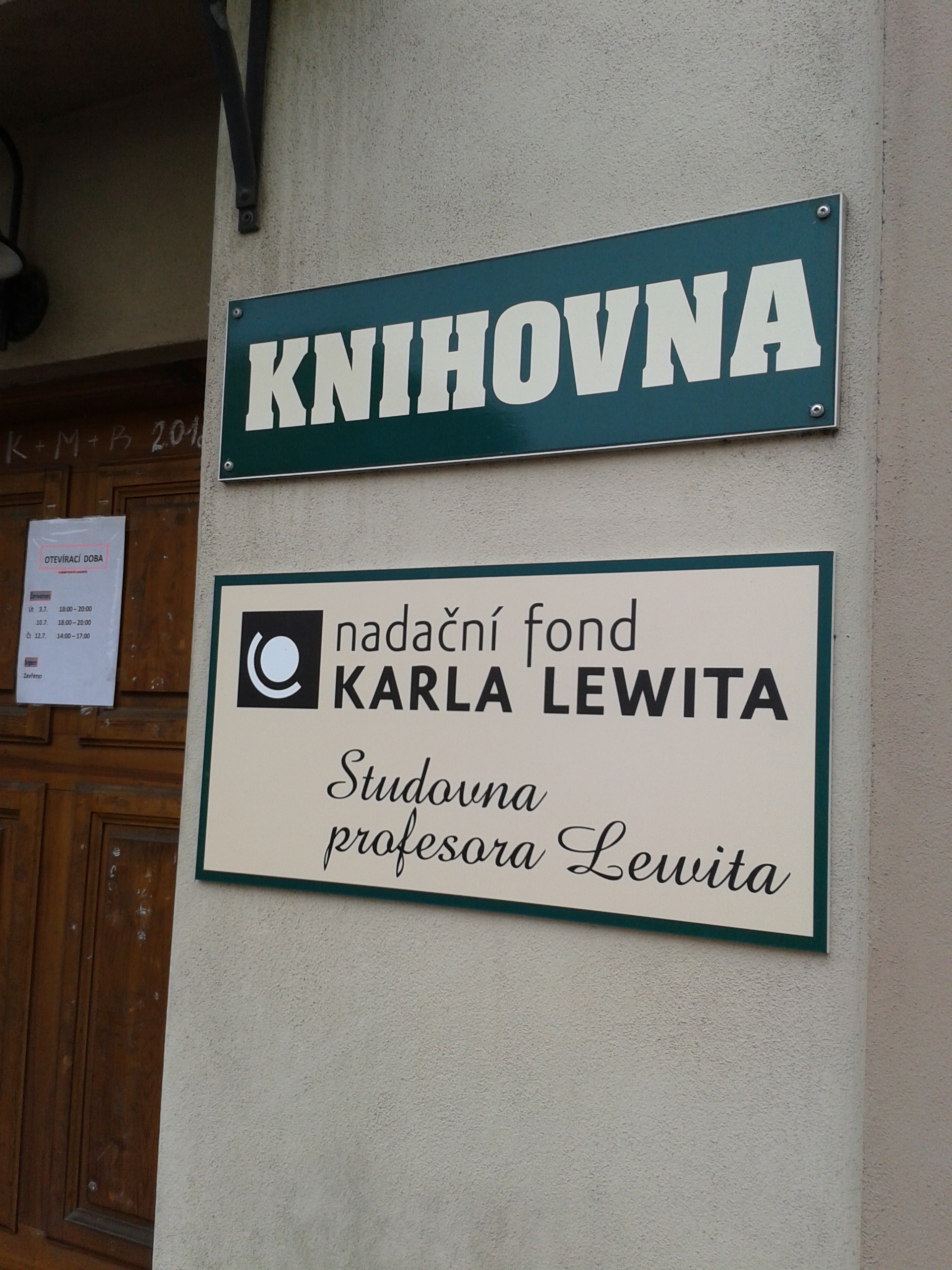
Nadační fond profesora Karla Lewita v Dobřichovicích

Konference k nedožitým 100. narozeninám prof. Karla Lewita se uskutečnila v sobotu 23. dubna 2016 v Centru komplexní péče Dobřichovice. Jejími cíli bylo:
- připomenout významnou osobnost prof. Lewita v oboru rehabilitace a to i na světové úrovni;
- upozornit na to, že jeho nadčasové myšlenky se stále rozvíjí a jsou používány k léčení mnoha pacientů v České republice i v zahraničí;
- prezentovat Nadační fond Karla Lewita.

Posláním Nadačního fondu Karla Lewita je:
- uchovávat, spravovat a dále rozvíjet funkční způsob myšlení prof. Lewita ve vyšetření a léčbě pacientů;
- vzdělávat (pomocí přednášek a konferencí) odbornou i laickou veřejnost v oboru rehabilitace a fyzioterapie;
- zřídit a udržovat informační webové stránky;
- vydávat odborné publikace;
- udržovat profesní kontakty se zahraničními žáky prof. Lewita a jejich pokračovateli;
- vytvářet sítě vyškolených lékařů a fyzioterapeutů, kteří by v praxi ověřovali platnost diagnostiky a terapie funkčních poruch.

Kdo tomu nerozumí, myslí, že čaruju.
K. Lewit
Při stejné příležitosti byla 23. dubna 2016 v Dobřichovicích slavnostně pojmenována (do té doby bezejmenná) lávka přes Berounku na lávku profesora Karla Lewita.

Lávka profesora Karla Lewita
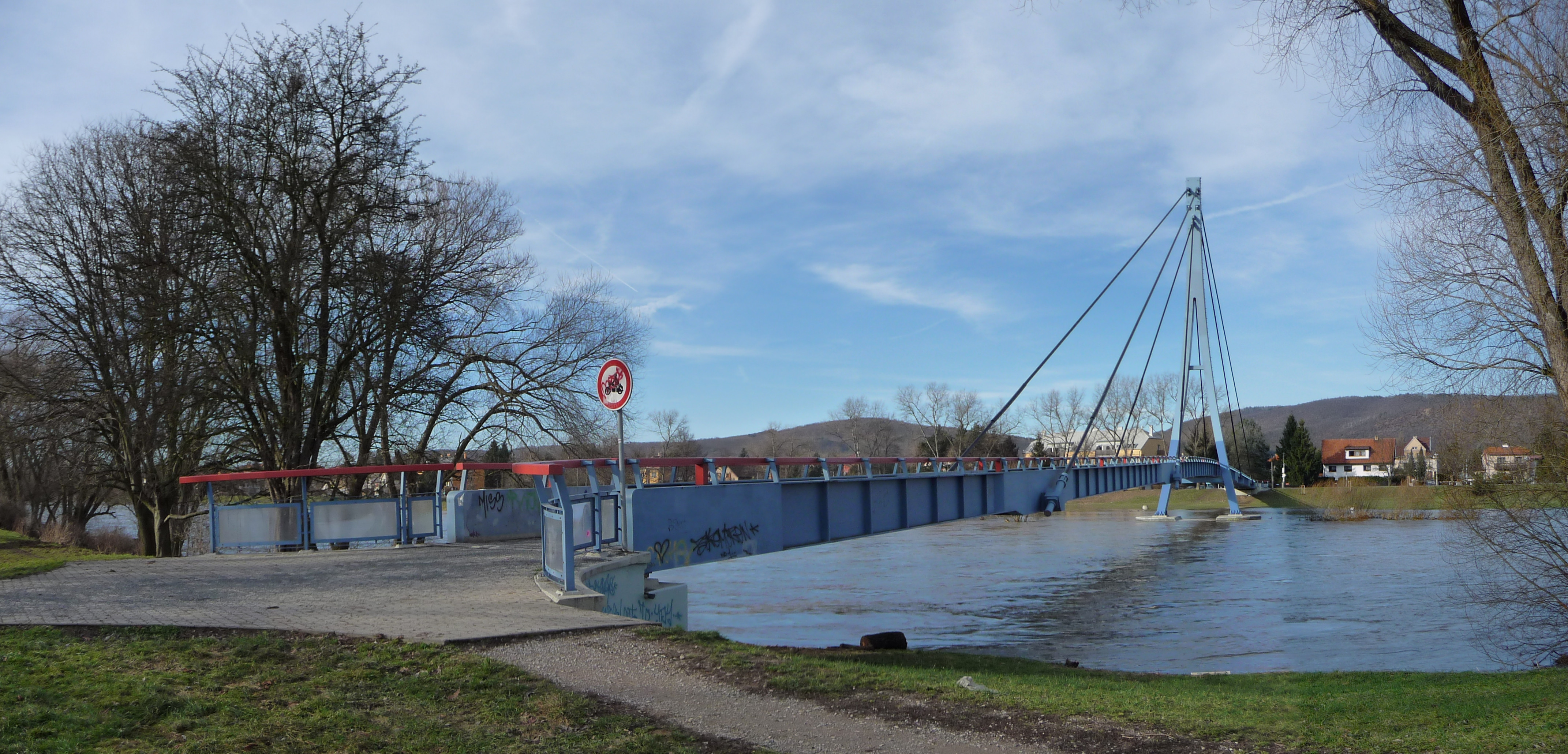
V době rozvodněné Berounky
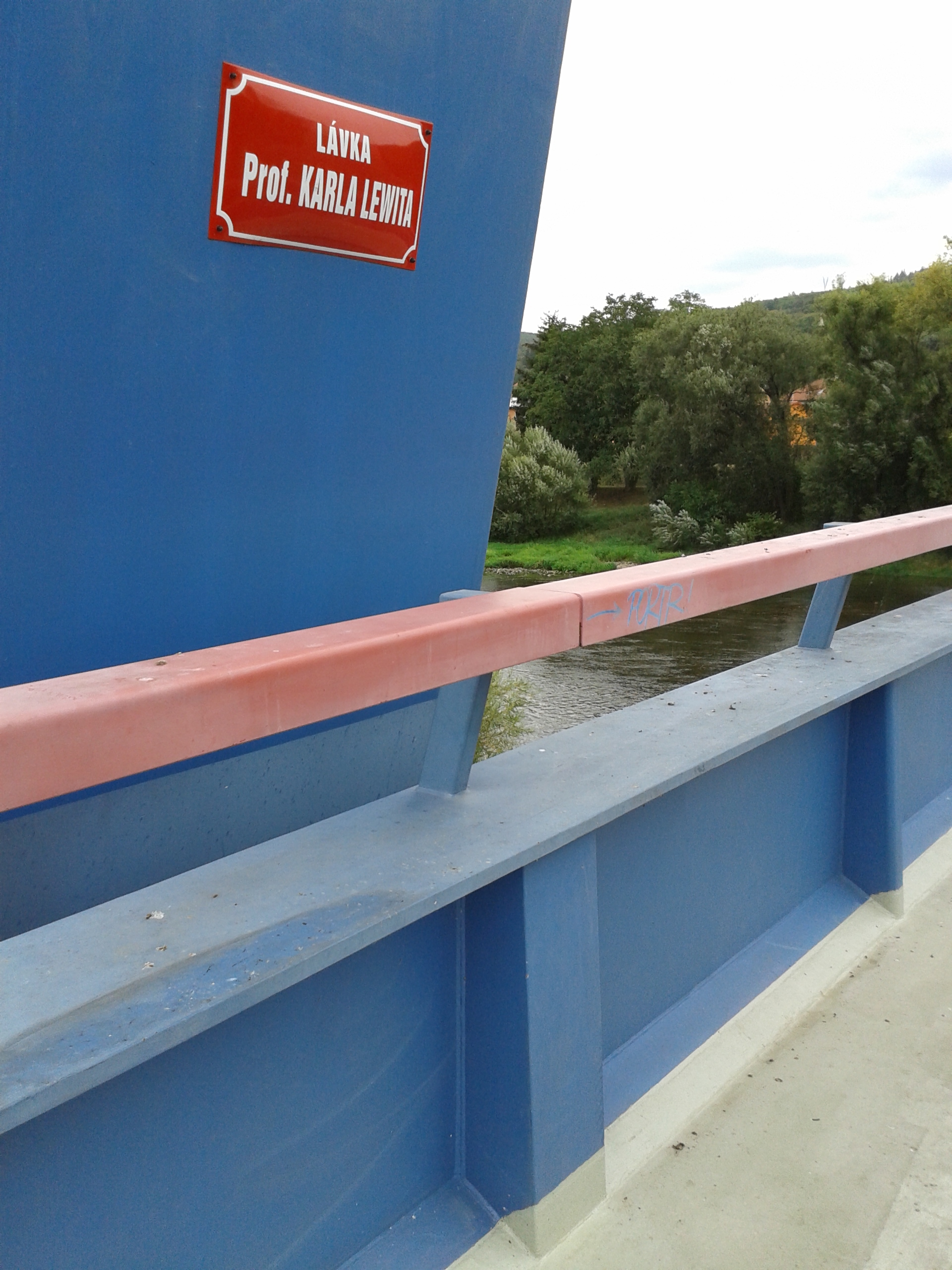
Detail informační cedule
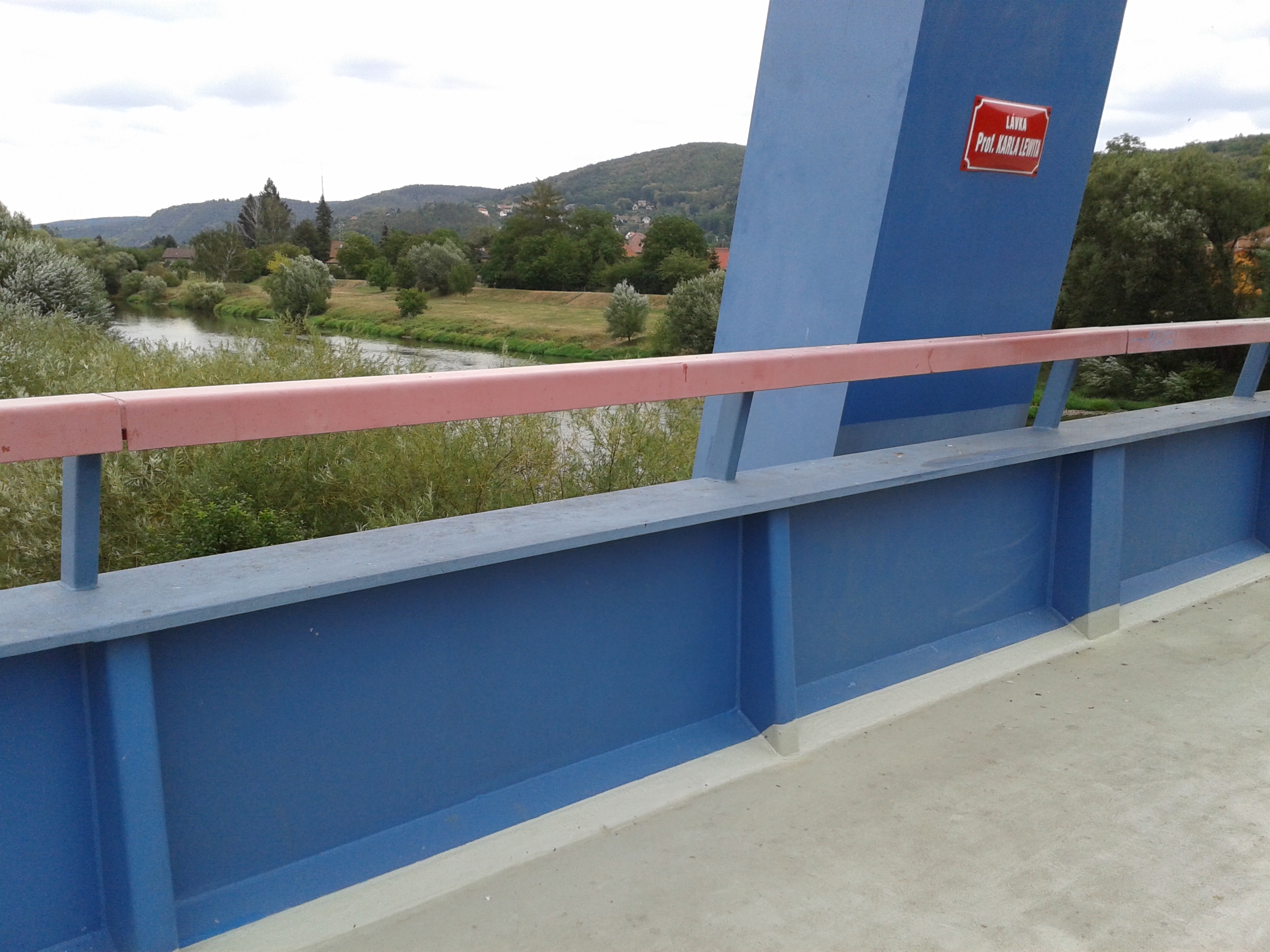
Průhled na řeku
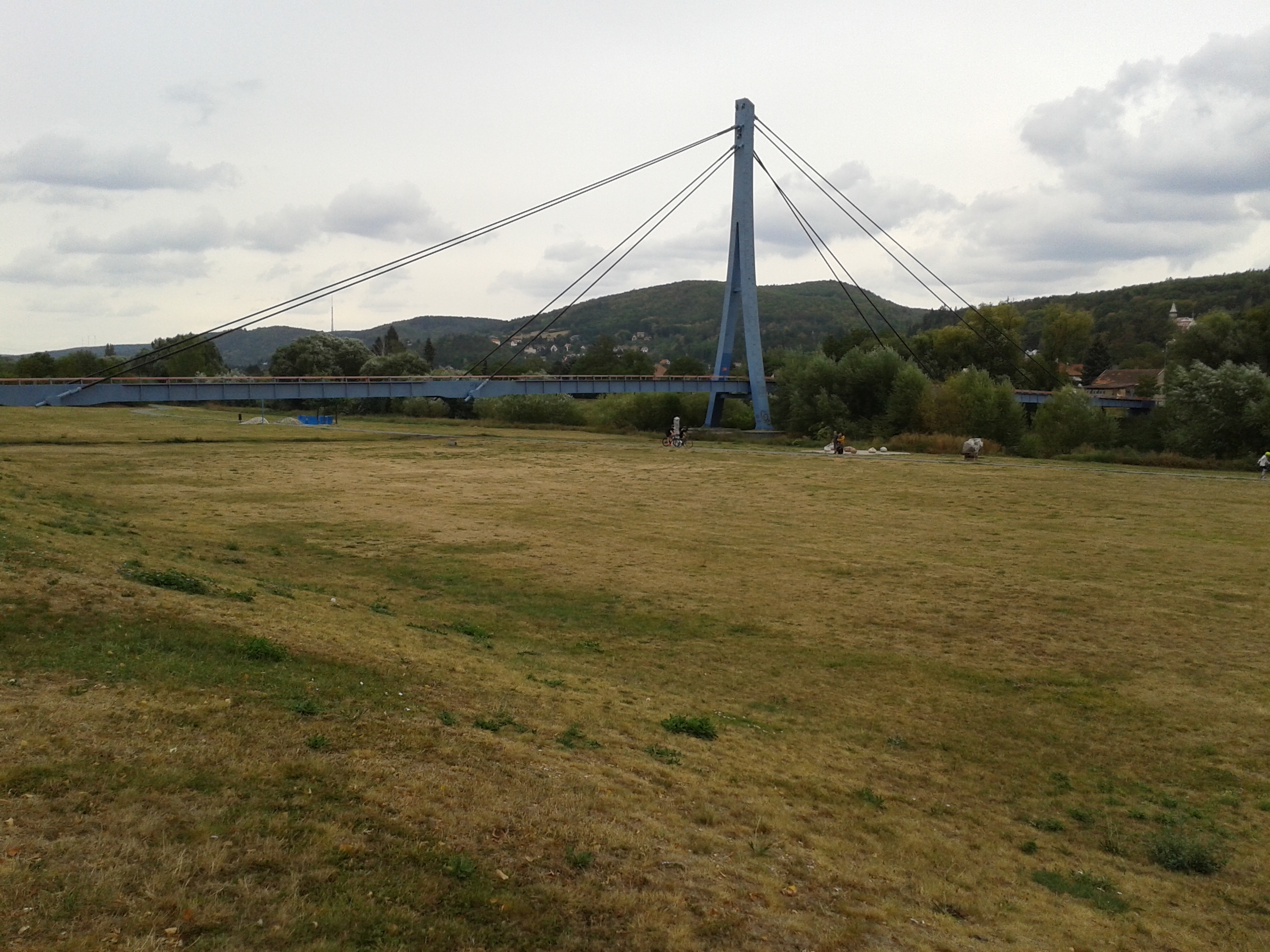
Celkový boční pohled